# Hämeentie
Hämeentie, (suédois : Tavastvägen)  est une rue du centre d'Helsinki en Finlande.

## Présentation
Hämeentie  est une rue orientée Sud-ouest Nord-est commençant à la place du marché de Hakaniemi (Siltasaari) et se terminant à Vanhankaupunginkoski à l'embouchure de la rivière Vantaanjoki.
La rue sépare les quartiers : la partie sud est la frontière de Sörnäinen et de Kallio et la partie centrale est la frontière entre Hermanni et Vallila.
La partie la plus au nord de la rue traverse Toukola jusqu'à Vanhakaupunki, où elle continue à l'ouest sous le nom de Koskelantie et à l'est sous le nom de Viikintie.

## Transports en commun
Hämeentie est une voie importante de transport public utilisée par le trafic local au nord-est d'Helsinki en direction de Lahdenväylä et de Tuusulanväylä.
La ligne de tramway 6  emprunte la rue Hämeentie à partir d'Hakaniemi et la ligne de tramway 8 emprunte la rue Hämeentie de Kurvi à Arabianranta.
La ligne de tramway 7 emprunte aussi Hämeentie entre Hakaniemi et son croisement avec Mäkelänkatu.
La partie la plus méridionale d'Hämeentie, entre Siltasaarenkatu et Helsinginkatu, est une rue de transport en commun où seules les voitures des riverains sont autorisées à circuler.

## Multimodalité et accessibilité
La circulation était difficile pour les cyclistes le long d'Hämeentie.
Une initiative citoyenne a demandé la construction de pistes cyclables le long d'Hämeentie, et en avril 2016, le conseil municipal d'Helsinki a approuvé les plans d'aménagement d'Hämeentie.
La circulation automobile est alors interdite entre la place du marché d'Hakaniemi et la courbe de Sörnäinen.
En plus des pistes cyclables, de tout nouveaux rails de tramway ont été posés dans la rue. À leur côté, il ne reste qu'une voie réservée aux voitures dans chaque direction et sept feux de circulation ont été retirés de la rue,.

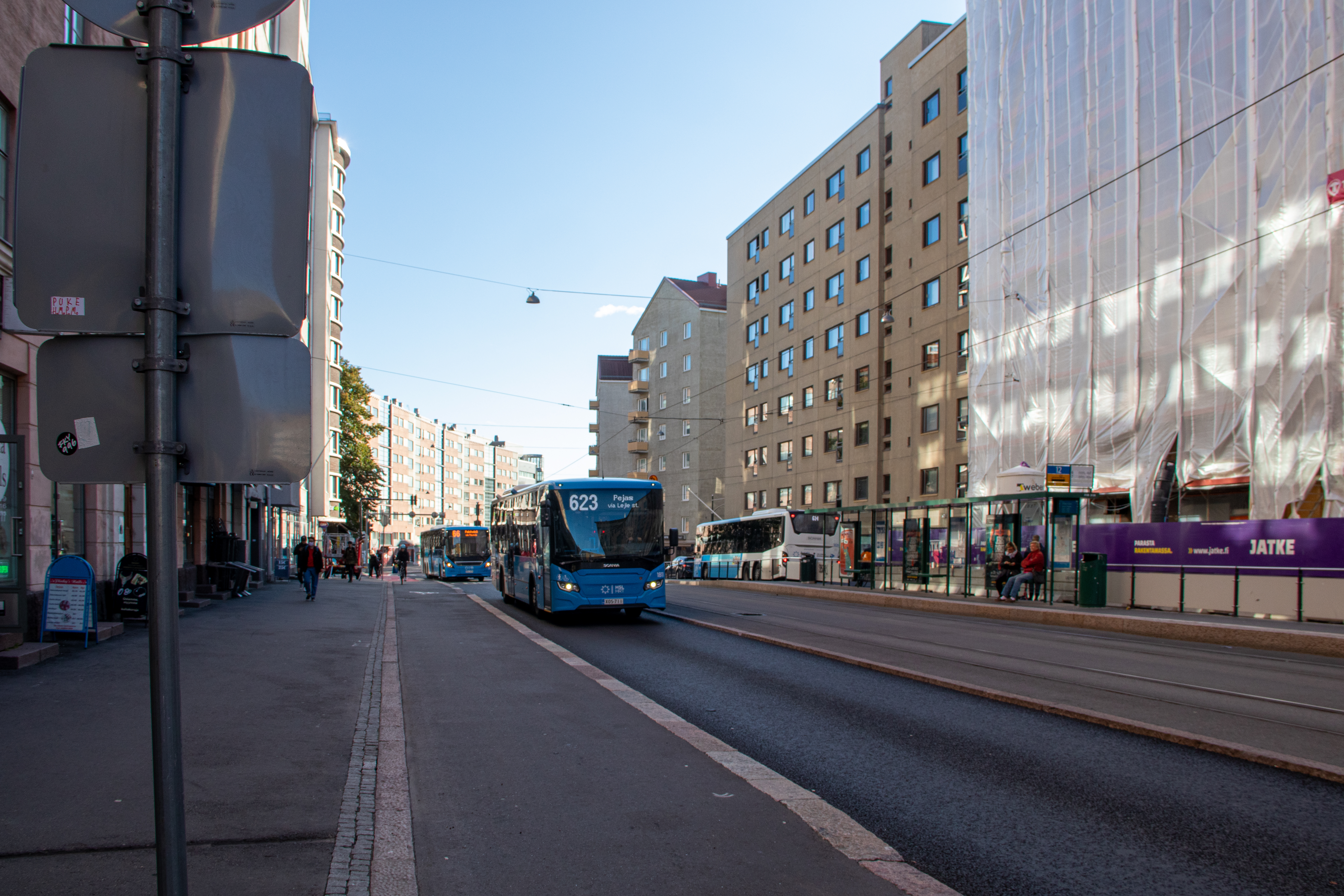
Bus dans Hämeentie, quartier Kallio en 2021.

La rénovation d'Hämeentie sur le tronçon entre Siltasaarenkatu et Helsinginkatu a commencé le 4 mars 2019 et s'est achevé, en grande partie, en décembre 2020.
En 2021, des travaux de construction de surface étaient encore en cours dans la rue.
Ce fut la plus grande rénovation de rue jamais réalisée à Helsinki.
Les travaux ont été conduits par Destia Oy.
L'Association des malvoyants d'Helsinki et d'Uusimaa a décerné le prix de l'accessibilité à Destia et à la municipalité d'Helsinki.

## Lieux et bâtiments
| Adresse | Bâtiment                     | Image | Réf. |
|         | Halle du marché d'Hakaniemi  |       |      |
| 2       | Arenan talo                  |       |      |
| 11a     | Ancien siège d'Elanto        |       |      |
| 17      | Torkkelinmäki                |       |      |
| 19      | Ancien siège d'OTK           |       |      |
| 24      | Parc d'Alli Trygg            |       |      |
|         | Sörnäinen (M)                |       |      |
| 33      | Ancien siège de Kansa-yhtymä |       |      |
| 39a     | Magasin de la couronne       |       |      |
| 39      | Maison de repos Helena       |       |      |
| 77-83   |                              |       |      |
|         | Dépôt de tram de Vallila     |       |      |
| 89      | Église Saint-Paul            |       |      |
| 111     | Centre commercial Arabia     |       |      |
| 122     | Parc de Kumtähti             |       |      |
|         | Place Arabianaukio           |       |      |
| 135     | École supérieure Aalto       |       |      |
|         | Musée technique              |       |      |
|         | Parc de Katri Vala           |       |      |
| 154     | Villa d'Annala               |       |      |